# Отчаянные домохозяйки
«Отча́янные домохозя́йки» (англ. Desperate Housewives) — американский трагикомедийный телесериал, созданный Марком Черри и произведённый ABC Studios и Cherry Productions. Его премьера состоялась 3 октября 2004 года на телеканале ABC, а финал был показан 13 мая 2012 года.
В центре сюжета находится жизнь четырёх подруг-домохозяек, проживающих на улице под названием Вистерия Лейн в вымышленном американском городке Фэйрвью. История начинается с того, как их подруга, пятая домохозяйка Мэри Элис Янг, заканчивает жизнь самоубийством. Она застрелилась в своём доме, когда ей приходит записка с угрозой от анонима. Каждый эпизод в сатирической манере повествует о жизни обитателей тихого пригорода, глазами умершей Мэри Элис Янг.
Сериал отличается богатым актёрским ансамблем. В первом сезоне во главе с Тери Хэтчер в роли недавно разведённой Сьюзан Майер, Фелисити Хаффман в роли бывшей бизнесвумен, а ныне матери четырёх детей — Линетт Скаво, Марсией Кросс в роли властной и образцовой супруги и матери — Бри Ван де Камп, а также Евой Лонгорией в роли бывшей модели, ныне неверной жены Габриэль Солис. Бренда Стронг выступила рассказчиком сюжета от лица покойной Мэри Элис Янг. Актриса также снималась в сценах-флешбеках. В последующих сезонах в основной актёрский ансамбль добавлялась ещё одна, пятая домохозяйка. Во втором сезоне тайна строилась вокруг пианистки Бетти Эпплвайт (Элфри Вудард), в четвёртом вокруг вернувшийся после двенадцатилетнего отсутствия бывшей соседки Кэтрин Мейфеир (Дана Дилейни), а в шестом вокруг загадочной итальянки Энджи Болен (Дреа де Маттео). В основном составе также присутствовали домохозяйки, вокруг которых не строилась тайна сезона: Рене Перри в исполнении Ванессы Уильямс в седьмом и восьмом сезонах, а также Иди Бритт в исполнении Николетт Шеридан.
За период своей трансляции сериал добился успеха как в телевизионных рейтингах, так и среди критиков, которые единогласно благоприятно приняли первые сезоны. Премьеру сериала наблюдало 21,6 млн зрителей, а финал сезона привлек к экранам более 30 млн зрителей.
В общей сложности проект был удостоен трёх премий «Золотой глобус», в том числе и дважды в категории «Лучший телевизионный сериал — комедия или мюзикл» в 2005 и 2006 годах, 38 раз номинировался на «Эмми», выиграв семь раз, а также получил четыре награды Гильдии киноактёров США.
В общей сложности на счету у сериала около пятидесяти различных премий, и ещё более ста номинаций за восьмилетнюю историю. В 2007 году шоу было признано самым успешным телесериалом в мире, с аудиторией более 120 миллионов зрителей, а в 2010 самой популярной комедией на международном уровне, с 51,6 млн зрителей на 68 территориях.
В 2010 году сериал был на третьем месте в списке самых прибыльных телешоу, с доходом в размере 2,74 млн долларов за полчаса эфирного времени.

## Производство

### История создания
Идея сериала возникла, когда Марк Черри случайно увидел репортаж по телевизору, в котором говорилось о пригородной домохозяйке по имени Андреа Йетс, убившей в приступе отчаяния пятерых своих детей. Именно тогда к Черри пришла идея создать сериал, помогающий понять, на какие поступки способны обычные женщины на грани нервного срыва: измена, обман, шантаж, предательство и даже убийство. До сериала Черри был известен как сценарист ситкома «Золотые девочки» и его спин-оффа «Золотой дворец». Кроме того, на его счету было три неудачных ситкома: англ. The 5 Mrs. Buchanans, The Crew и англ. Some of My Best Friends, ни один из которых не смог просуществовать более года.
Первоначально Черри вместе с двумя другими продюсерами планировал создать получасовой ситком о похождениях четырёх подруг среднего возраста. Но вскоре авторы посчитали, что лучше хронометраж серий продлить на час и добавить в него драматические элементы. Вдохновителями сериала стали популярный женский сериал «Секс в большом городе» и оскароносный фильм «Красота по-американски». Черри было тяжело найти канал, который бы взял пилот. ABC согласились транслировать сериал довольно неохотно, учитывая то, что до этого сериал отвергли многие другие телесети: HBO, CBS, NBC, Fox, Showtime и Lifetime. Но риск оказался оправданным — первая серия сериала собрала более 20 миллионов человек. Двух продюсеров, давших зелёный свет «Домохозяйкам», — Ллойда Брауна и Сьюзан Лин — уволили сразу же после того, как они одобрили и другой проект — сериал «Остаться в живых».

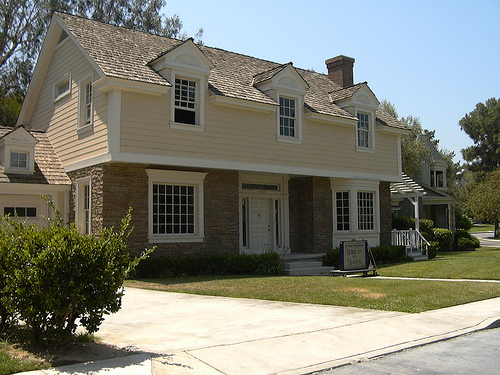
Знаменитый дом Мэри-Элис Янг

Исполнительные продюсеры были недовольны названием шоу: они предлагали названия «Вистерия Лейн» и «Тайная жизнь домохозяек», но 23 октября 2003 года канал ABC подтвердил официальное название нового шоу. В работе над пилотным эпизодом принимал участие Чарльз Прэтт-младший, ранее работавший над мыльной оперой «Мелроуз Плейс», но он оставил роль исполнительного продюсера и выполнял функции продюсера-консультанта на протяжении первых двух сезонов.

### Съёмки
Сериал «Отчаянные домохозяйки» был снят на 35-мм камеру Panavision и выходил в эфир в стандартном формате чёткости, а также в высоком разрешении.
Съёмки проходили на Universal Studios в Голливуде, на реально построенной улице Colonial Street, существующей с середины 1940-х годов, известной в сериале как Вистерия Лейн.

### Кастинг и замена

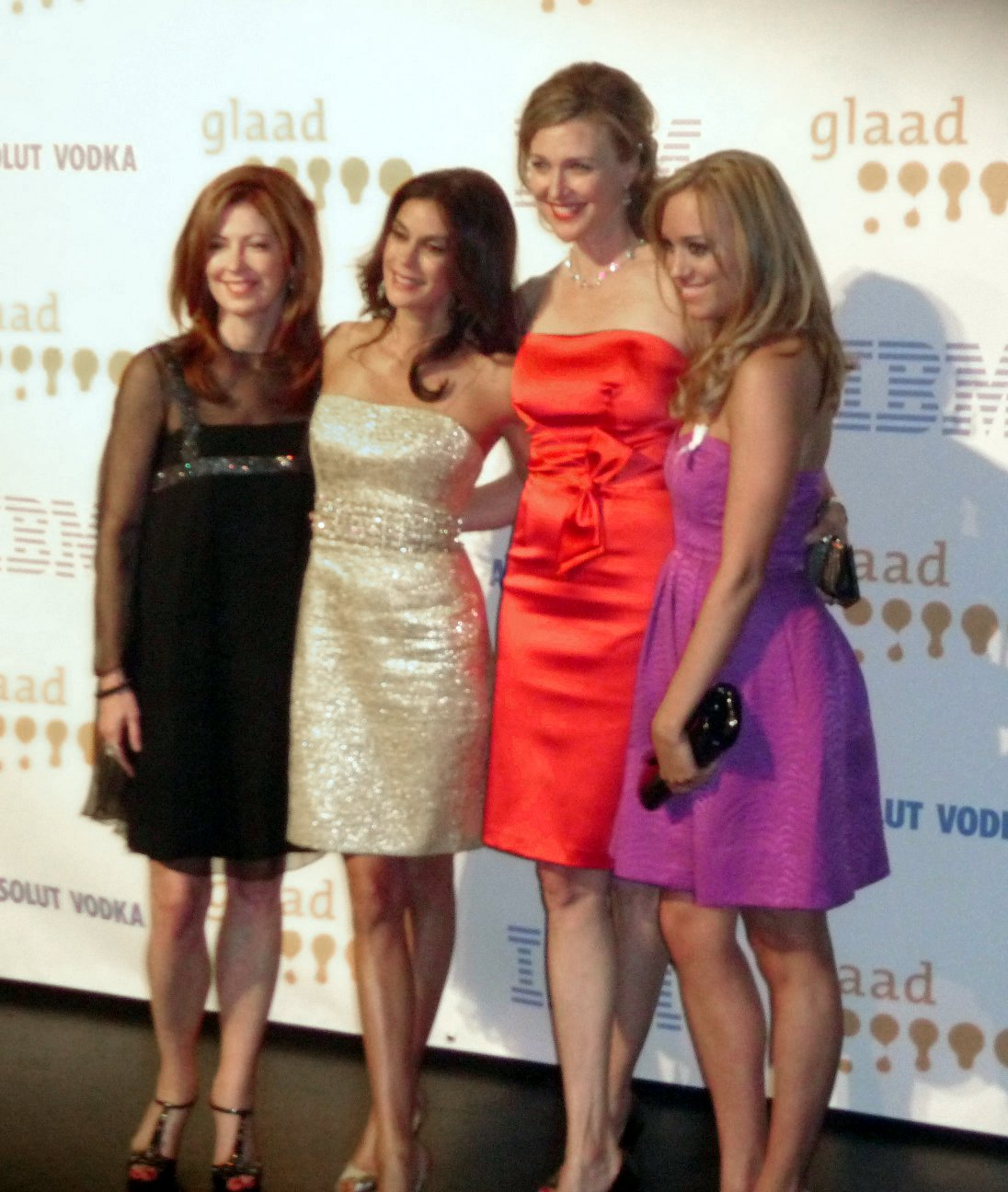
Дана Дилейни, Тери Хэтчер, Бренда Стронг и Андреа Боуэн на церемонии GLAAD Media Awards в 2009 году

Ева Лонгория, ранее известная лишь по дневным мыльным операм, стала первой, кто получил роль в сериале 9 февраля 2004 года. Затем на роль Линетт была приглашена Фелисити Хаффман (10 февраля), ранее сыгравшая главную роль в телесериале «Ночь спорта», затем Тери Хэтчер (18 февраля), Джеймс Дэнтон и Рикардо Антонио Чавира (26 февраля). Марсия Кросс была последней актрисой, получившей главную роль в пилоте (1 марта), а затем Шерил Ли, Марк Мозес и Коди Кэш (3 марта), Андрэа Боуэн и Кайл Сирлс (4 марта) и Майкл Рэйли Бёрк (8 марта).
Однако 2 июля, отсняв первую версию пилотной серии с Шерил Ли в роли Мэри-Элис Янг, Кайлом Сирлсом в роли Джона Роланда и Майклом Райли Бёрком в роли Рекса Ван де Кампа, исполнительные продюсеры вынуждены были объявить, что эти актёры выпадают из проекта и их заменяют на Бренду Стронг, Джесси Меткалфа и Стивена Калпа соответственно.
Продюсеры так прокомментировали своё решение: образ Мэри-Элис Янг был сильно изменён в ходе съёмок; к сожалению, между Кайлом Сирлсом и его экранной любовницей Евой Лонгорией не чувствовалось абсолютно никакой химии, а Стивен Калп был первым выбором на роль Рекса, но в тот момент актёр не мог прийти на пробы шоу, так как был связан с другим сериалом «Звёздный путь: Энтерпрайз», поэтому в тот момент роль была отдана Бёрку. После того, как пилот отсняли, Калп выпал из проекта «Звёздный путь: Энтерпрайз» и получил роль в «Отчаянных домохозяйках» после того, как ему её вновь предложили.

### Трансляция
Дебют драмы с ошеломляющим успехом состоялся на американском телеканале ABC. 18 мая 2004 года канал огласил свои планы на сезон 2004—2005 годов, объявив, что сериал будет транслироваться по воскресеньям с 21:00 до 22:00, и это время не изменялось на протяжении всего шоу. Премьера первой серии в октябре 2004 года собрала у экранов аудиторию в 21 миллион человек, что является самым высоким показателем для телесети ABC за 8 лет. И далее сериал продолжило смотреть рекордное количество зрителей. Это самый высокий показатель для премьерного показа сериала за 11 лет. Благодаря успеху первого сезона, во втором сезоне гонорары актрис резко возросли с 30 000 до 250 000 долларов за серию — уже после первых трёх успешных эпизодов канал объявил, что даёт сериалу полный сезон из 23 эпизодов.
Первый и второй сезон сериала заняли четвёртое место в рейтинге самых популярных ТВ-программ в США, причём последнюю серию сезона смотрело рекордное количество зрителей — 32 миллиона, однако во время показа третьего сезона популярность сериала резко пошла на убыль и в рейтингах он скатился на 8—10 места. Четвёртый сезон был более популярен, чем третий, в итоговом рейтинге он занял 6 место. Однако этот результат всё же не превзошёл рейтинговый успех первых двух сезонов. В целом, телесериал пользуется большим успехом во многих странах мира, в том числе и в России, где его показ был осуществлён телеканалами «СТС», «Домашний», «Sony Entertainment Television» и «Fox Life».

### Музыка
Музыку для заставки, играющей в начале каждого эпизода, написал известный композитор Дэнни Эльфман. Над всеми же саундтреками к сериалу работала команда композиторов: Стив Бартек, Луи Фебре и основной автор — Стив Яблонски.

## Актёры и персонажи
| Домохозяйки     | Домохозяйки       | Домохозяйки      | Домохозяйки     | Домохозяйки |
| Персонаж        | Исполнитель       | Регул. появление | Гость           |             |
| --------------- | ----------------- | ---------------- | --------------- | ----------- |
| Мэри-Элис Янг   | Бренда Стронг     | 1-8 сезоны       |                 |             |
| Сьюзан Майер    | Тери Хэтчер       | 1-8 сезоны       |                 |             |
| Линетт Скаво    | Фелисити Хаффман  | 1-8 сезоны       |                 |             |
| Бри Ван де Камп | Марсия Кросс      | 1-8 сезоны       |                 |             |
| Габриэль Солис  | Ева Лонгория      | 1-8 сезоны       |                 |             |
| Бетти Эпплвайт  | Элфри Вудард      | 2 сезон          | 1 сезон         |             |
| Кэтрин Мейфеир  | Дана Дилейни      | 4-6 сезоны       | 8 сезон (финал) |             |
| Энджи Болен     | Дреа де Маттео    | 6 сезон          |                 |             |
| Рене Перри      | Ванесса Уильямс   | 7, 8 сезоны      |                 |             |
| Иди Бритт       | Николлетт Шеридан | 1-5 сезоны       |                 |             |

| Остальные регулярные персонажи | Остальные регулярные персонажи | Остальные регулярные персонажи | Остальные регулярные персонажи                              | Остальные регулярные персонажи |
| Персонаж                       | Исполнитель                    | Регул. появление               | Гость                                                       |                                |
| ------------------------------ | ------------------------------ | ------------------------------ | ----------------------------------------------------------- | ------------------------------ |
| Рекс Ван де Камп               | Стивен Калп                    | 1                              | 2.23 и 2.24 (финал сезона), 3.16 (голос), 5.13, 7.01 и 8.17 |                                |
| Карлос Солис                   | Рикардо Антонио Чавира         | 1-8                            |                                                             |                                |
| Пол Янг                        | Марк Мозес                     | 1, 2, 7                        | 3 (три эпизода) и 8.02                                      |                                |
| Джули Майер                    | Андреа Боуэн                   | 1-4, 6                         | 5, 7, 8                                                     |                                |
| Джон Роуленд                   | Джесси Меткалф                 | 1                              | 2-6                                                         |                                |
| Зак Янг                        | Коди Кэш                       | 1, 2                           | 3, 7                                                        |                                |
| Майк Дельфино                  | Джеймс Дентон                  | 1-8                            |                                                             |                                |
| Том Скаво                      | Дуг Сэвант                     | 2-8                            | 1                                                           |                                |
| Эндрю Ван де Камп              | Шон Пайфром                    | 2-5                            | 1, 6, 7                                                     |                                |
| Карл Майер                     | Ричард Бёрджи                  | 2                              | 1, 3-6                                                      |                                |
| Орсон Ходж                     | Кайл Маклахлен                 | 3-6                            | 2, 7, 8                                                     |                                |
| Дэйв Уильямс                   | Нил Макдонаф                   | 5                              |                                                             |                                |
| Карен Макласки                 | Кэтрин Джустен                 | 6, 7                           | 1-5, 8                                                      |                                |
| Ли Макдермотт                  | Кевин Рам                      | 6, 7                           | 4, 5, 8                                                     |                                |
| Боб Хантер                     | Так Уоткинс                    | 6, 7                           | 4, 5, 8                                                     |                                |
| Чак Вэнс                       | Джонатан Кейк                  | 8                              | 7                                                           |                                |
| Бен Фолкнер                    | Чарльз Межер                   | 8                              |                                                             |                                |

| Список актёров второго плана | Список актёров второго плана | Список актёров второго плана | Список актёров второго плана | Список актёров второго плана |
| Персонаж                     | Исполнитель                  | Регул. появление             | Гость                        |                              |
| ---------------------------- | ---------------------------- | ---------------------------- | ---------------------------- | ---------------------------- |
| Даниэль Ван де Камп          | Джой Лорен                   | 2-4                          | 1, 5-7                       |                              |
| Мэттью Эпплвайт              | Мехкад Брукс                 | 2                            | 1                            |                              |
| Престон Скаво                | Брент Кинсман                | 2-4                          | 1, 5-7                       |                              |
| Портер Скаво                 | Шейн Кинсман                 | 2-4                          | 1, 5-7                       |                              |
| Паркер Скаво                 | Зейн Хьюетт                  | 2-4                          | 6                            |                              |
| Джордж Уильямс               | Роджер Барт                  | 2                            | 1                            |                              |
| Калеб Эпплвайт               | Пейдж Кеннеди                | 2                            |                              |                              |
| Остин Маккенн                | Джош Хендерсон               | 3                            |                              |                              |
| Дилан Мейфеир                | Линдси Фонсека               | 4                            | 6                            |                              |
| Кайла Скаво                  | Рэйчел Джей Фокс             | 4                            | 3                            |                              |
| Портер Скаво                 | Чарли Карвер                 |                              | 5, 6, 7                      |                              |
| Престон Скаво                | Макс Карвер                  |                              | 5, 6, 7                      |                              |
| Паркер Скаво                 | Джошуа Логан Мур             |                              | 5-8                          |                              |
| Пенни Скаво                  | Кендалл Эпплгейт             |                              | 5, 6                         |                              |
| Хуанита Солис                | Медисон Де Ла Гарза          | 6-8                          | 5                            |                              |
| Ана Солис                    | Майара Уолш                  | 6                            | 5.23                         |                              |
| Ник Болен                    | Джеффри Нордлинг             | 6                            |                              |                              |
| Дэнни Болен                  | Бо Мирчофф                   | 6                            |                              |                              |
| М. Джей Дельфино             | Мейсон Коттон                |                              | 5-8                          |                              |
| Пенни Скаво                  | Дарси Роуз Бернс             |                              | 7, 8                         |                              |

| Список приглашённых звёзд | Список приглашённых звёзд | Список приглашённых звёзд | Список приглашённых звёзд | Список приглашённых звёзд |
| Персонаж                  | Исполнитель               | Сезоны                    | Количество эпизодов       |                           |
| ------------------------- | ------------------------- | ------------------------- | ------------------------- | ------------------------- |
| Марта Хьюбер              | Кристин Эстабрук          | 1                         | 11                        |                           |
| Фелиция Тиллман           | Гарриэт Сэнсом Гаррис     | 1, 2, 7                   | 28                        |                           |
| Софи Бреммер              | Лесли Энн Уоррен          | 1, 2, 7                   | 7                         |                           |
| Айда Гринберг             | Пэт Кроуфорд Браун        | 1-4                       | 27                        |                           |
| Хуанита Солис             | Люпе Онтиверос            | 1                         | 6                         |                           |
| Мэйси Гиббонс             | Шэрон Лоуренс             | 1                         | 3                         |                           |
| Джастин                   | Райан Карнс               | 1, 2                      | 11                        |                           |
| Филлис Ван де Камп        | Ширли Найт                | 2, 4                      | 5                         |                           |
| Нина Флетчер              | Джоэли Фишер              | 2                         | 5                         |                           |
| Сестра Мэри Бернард       | Мелинда Пейдж Хэмилтон    | 2                         | 3                         |                           |
| Рон Маккриди              | Джей Харрингтон           | 2                         | 7                         |                           |
| Элеонор Мейсон            | Кэрол Бёрнетт             | 2                         | 1                         |                           |
| Йен Хейнсворт             | Дугрей Скотт              | 3                         | 18                        |                           |
| Каролин Бигсби            | Лори Меткалф              | 3                         | 4                         |                           |
| Глория Ходж               | Дикси Картер              | 3                         | 7                         |                           |
| Альма Ходж                | Валери Махаффей           | 3                         | 8                         |                           |
| Виктор Лэнг               | Джон Слэттери             | 3, 4                      | 14                        |                           |
| Стелла Уингфилд           | Полли Берген              | 3-5, 7                    | 10                        |                           |
| Лидия                     | Сара Полсон               | 4, 8                      | 2                         |                           |
| Уэйн Дэвис                | Гэри Коул                 | 4                         | 6                         |                           |
| Джексон Брэддок           | Гейл Харольд              | 5                         | 15                        |                           |
| Роберта Симондс           | Лили Томлин               | 5                         | 6                         |                           |
| Доктор Алекс Коминис      | Тодд Гриннелл             | 5, 7                      | 6                         |                           |
| Мелина Коминис            | Джоанна Кэссиди           | 5                         | 1                         |                           |
| Энн Шиллинг               | Гейл О’Грэйди             | 5                         | 4                         |                           |
| Вирджиния Хильдебранд     | Фрэнсис Конрой            | 5                         | 3                         |                           |
| Рой Бендер                | Орсон Бин                 | 5-7                       | 18                        |                           |
| Эдди Орлофски             | Джош Цукерман             | 6                         | 11                        |                           |
| Робин Галлахер            | Джули Бенц                | 6                         | 5                         |                           |
| Сэм Аллен                 | Сэмюэль Пэйдж             | 6                         | 7                         |                           |
| Доктор Грэм               | Джейн Ливз                | 6                         | 2                         |                           |
| Патрик Логан              | Джон Барроумэн            | 6                         | 5                         |                           |
| Митци Кински              | Минди Стерлинг            | 6, 7                      | 6                         |                           |
| Кит Уотсон                | Брайан Остин Грин         | 7                         | 15                        |                           |
| Бет Янг                   | Эмили Бергл               | 7                         | 13                        |                           |
| Максин Розен              | Лэйни Казан               | 7                         | 5                         |                           |
| Эллисон Скаво             | Лоис Смит                 | 7                         | 2                         |                           |
| Доктор Мэри Вагнер        | Нэнси Трэвис              | 7                         | 2                         |                           |
| Ричард Уотсон             | Джон Шнайдер              | 7                         | 4                         |                           |
| Фрэнк Камински            | Ларри Хэгман              | 7                         | 2                         |                           |
| Андре Зеллер              | Мигель Феррер             | 8                         | 5                         |                           |
| Джейн                     | Андреа Паркер             | 8                         | 5                         |                           |

## Обзор сезонов
Премьера сериала состоялась в США 3 октября 2004 года. Сериал закончился 13 мая 2012 года. Осенью 2007 года написание сценариев для эпизодов было временно прекращено из-за забастовки Гильдии сценаристов, что привело к тому, что в 4 сезоне вышло меньше серий, чем в остальных.
| Сезоны | Сезоны | Эпизоды | Оригинальная дата премьеры | Финал       | Дата выхода на DVD | Дата выхода на DVD | Дата выхода на DVD | Дата выхода на DVD | Дата выхода на DVD               |
| Сезоны | Сезоны | Эпизоды | Оригинальная дата премьеры | Финал       | Регион 1           | Регион 2           | Регион 4           | Регион 5           | Диски                            |
| ------ | ------ | ------- | -------------------------- | ----------- | ------------------ | ------------------ | ------------------ | ------------------ | -------------------------------- |
|        | 1      | 23      | 3 октября 2004             | 22 мая 2005 | 20 сентября 2005   | 10 октября 2005    | 28 ноября 2005     | 18 сентября 2006   | 6 (Регионы 1, 2 & 4), 5 (Рег. 5) |
|        | 2      | 24      | 25 сентября 2005           | 21 мая 2006 | 29 августа 2006    | 13 ноября 2006     | 4 октября 2006     | 18 сентября 2007   | 7 (Рег. 2 & 4), 6 (Рег. 1 & 5)   |
|        | 3      | 23      | 24 сентября 2006           | 20 мая 2007 | 4 сентября 2007    | 5 ноября 2007      | 31 октября 2007    | 12 апреля 2011     | 6 (Все регионы)                  |
|        | 4      | 17      | 30 сентября 2007           | 18 мая 2008 | 2 сентября 2008    | 3 ноября 2008      | 29 октября 2008    | 12 апреля 2011     | 5 (Все регионы)                  |
|        | 5      | 24      | 28 сентября 2008           | 17 мая 2009 | 1 сентября 2009    | 9 ноября 2009      | 21 октября 2009    | 26 апреля 2011     | 7 (Регионы 1, 2 & 4), 6 (Рег. 5) |
|        | 6      | 23      | 27 сентября 2009           | 16 мая 2010 | 21 сентября 2010   | 4 октября 2010     | 24 сентября 2010   | 26 апреля 2011     | 5 (Рег. 1), 6 (Рег. 2, 4 & 5)    |
|        | 7      | 23      | 26 сентября 2010           | 15 мая 2011 | 30 августа 2011    | 31 октября 2011    | 30 ноября 2011     | 15 мая 2012        | 5 (Рег. 1), 6 (Рег. 2, 4 & 5)    |
|        | 8      | 23      | 25 сентября 2011           | 13 мая 2012 | н/д                | н/д                | н/д                | н/д                | н/д                              |

### Первый сезон
В центре событий квартет современных домохозяек, которые живут в тихом пригороде на Вистерии Лейн и отчаянно ищут личного счастья. Сьюзан Мейер, которая никак не может пережить измену мужа и развод, вскоре влюбляется в нового жителя улицы, сантехника Майка Дельфино, который скрывает какую-то тайну. Линетт Скаво пришлось забыть о своей успешной работе и растить четырёх непослушных детей. Семья Бри Ван де Камп находится на грани распада: муж хочет развода, а неуправляемые дети объявляют ей войну. Ну а бывшая модель Габриэль Солис соблазняет несовершеннолетнего садовника Джона и боится, что об измене узнает её муж со взрывным характером — бизнесмен Карлос. Однако всех четверых интересует одно: почему их подруга Мэри-Элис Янг застрелилась и о чём именно говорилось в письме шантажиста, которое женщина получила в день своей смерти?

### Второй сезон
Жизнь не стоит на месте — кто-кто, а жители Вистерии Лейн знают об этом. Бри пытается наладить отношения со свекровью после похорон мужа и свою личную жизнь, осознав, что не может справиться с собственным сыном. Сьюзан оказывается перед выбором: Майк или Джули, а затем начинает встречаться с доктором Роном, который гораздо младше неё. А тут ещё и мамочка Софи приехала погостить. Линетт вновь завоёвывает карьерные высоты, а Габи пытается вызволить из тюрьмы Карлоса и помешать монахине соблазнить мужа. Иди Бритт строит коварные планы мести, а новые жители улицы — Бетти Эпплвайт и её сын Мэттью — явно что-то скрывают: таинственный шум из подвала их дома заставляет усомниться в правдивости их слов.

### Третий сезон
Очередной год принёс перемены в Фэйрвью. Орсон Ходж по непонятным причинам намеренно сбивает Майка на машине, и возлюбленный Сьюзан впадает в кому. Каждый день посещая госпиталь, Сьюзан знакомится с Йеном, чья жена находится также в коматозном состоянии. К Иди приезжает племянник Остин, у которого начинается роман с Даниэль и Джули. Орсон знакомится с Бри и после полугода встреч делает ей предложение, хотя неясно, при каких обстоятельствах исчезла жена Орсона Альма. После измены Карлоса с их домработницей, которая вынашивает будущего ребёнка Солисов, Габи выгоняет мужа из дома и вынуждена ухаживать за беременной Шао-Мэй. А Линетт пытается наладить отношения с Кайлой — внебрачной дочерью Тома, которая после смерти матери живёт с семейством Скаво.

### Четвёртый сезон
Таинственным образом покинувшая Вистерия Лейн Кэтрин Мейфэйр возвращается со своей дочерью Дилан и мужем Адамом в Фэйрвью спустя много лет. Однако Джули, дружившая с девочкой, говорит Сьюзан, что Дилан не та, за кого себя выдаёт. Между тем Сьюзан узнаёт, что беременна, а Майк начинает злоупотреблять обезболивающим; Бри скрывает позорную страницу своей семьи, пряча Даниэль в монастыре (пока та вынашивает ребёнка от Остина) и, нося накладной живот, притворяется беременной; Линетт не хочет, чтобы её подруги знали, что она больна раком, и всячески пытается это скрыть. Ну а Габи крутит роман с Карлосом за спиной у своего мужа-мэра Виктора, не догадываясь, какой опасный он человек. Линетт узнаёт, что выздоровела. В городке Фэйрвью проносится ураган, в котором кто-то в Вистерии Лейн теряет мужа, а кто-то — близкого человека. Орсона начинает мучить совесть, и он, не осознавая этого, проговаривается Джули о том, что сбил Майка.

### Пятый сезон
После событий предыдущего сезона прошло 5 лет. Хотя Сьюзан и Майк развелись после ужасной катастрофы, они пытаются воспитывать сына Эм-Джея. У Сьюзан завязался роман с бригадиром Джексоном, а Майк встречается с Кэтрин. Габи несёт на себе хозяйство и воспитывает двух дочерей, пока ослепший после урагана Карлос зарабатывает на жизнь массажем. Отсидев в тюрьме, Орсон возвращается к прославившейся Бри, написавшей кулинарную книгу и открывшей свой центр по проведению официальных мероприятий и банкетов. Линетт и Том практически не справляются с подросшими сыновьями, а вскоре узнают, что у одного из мальчиков роман со взрослой женщиной. Ну а Иди возвращается на Вистерию Лейн с новым мужем — Дэйвом Уильямсом, мечтающим отомстить одному из жителей знаменитого пригорода…

### Шестой сезон
Жизнь продолжает преподносить сюрпризы: Линетт узнаёт, что вновь ждёт ребёнка, при этом скрывая этот факт от Карлоса, на которого работает, и получает повышение. Майк женится на Сьюзан, однако это вконец ломает Кэтрин, которая всячески пытается навредить Сьюзан. Бри хочет развода от Орсона и, сама не понимая как, ввязывается в роман c Карлом (бывшим мужем Сьюзен). Габи решает подписать документ об опеке над Анной. Неизвестный нападает на Джули, а некоторое время спустя происходит убийство, совершённое аналогичным путём. Карла, Орсона и Бри сбивает самолёт, и после смерти Карла Бри чувствует себя виноватой и берёт к себе Орсона, который после крушения самолёта оказался прикованным к инвалидному креслу. Чувствуя себя обузой, Орсон решает избавиться от опеки Бри, отомстив ей таким образом за измену. Когда приходит терапевт, он специально падает из кресла и говорит, что Бри за ним не ухаживает и даже не кормит его. Бри решает поставить Орсона на место, но на вечеринке, посвящённой золотой свадьбе двух людей, она спасает его от самоубийства в бассейне. Между ними вновь вспыхивает страсть…
После смерти Карла Сьюзан получает в наследство часть процветающего стриптиз-бара. Продавая свою долю, случайно знакомится с красивой молодой танцовщицей Робин, убеждает её начать новую жизнь и даже предлагает какое-то время пожить в её доме… После свадьбы Майка и Сьюзан Кэтрин начинает жить в своём выдуманном мире и попадает в психиатрическую больницу, однако подруги прощают её и просят вновь вернуться в Фэйрвью, обещая поддержку. Потом к ней попросится жить Робин, и у Кэтрин возникнут подозрения о том, что она может быть лесбиянкой, потому что чувствует что-то к Робин… Габи отправляет племянницу Анну в Нью-Йорк работать в модельном агентстве, следом за ней едет Дэни Болен, её парень. Этот незапланированный отъезд подростка вынуждает Габи и мать Дэни Энджи отправиться за ними, что позволяет давнему врагу Энджи выйти на её след…
Бри нанимает нового сотрудника, который очень заинтересован в её бизнесе. После приезда к нему домой она узнает, что он — сын её покойного мужа…

### Седьмой сезон
Пол Янг после 10 лет заключения вновь возвращается на Вистерию Лейн, так как Фелиция Тиллман поймана и должна отсидеть 2 года за фальсификацию своей смерти. Поначалу Пола принимают прохладно, однако своим новым старым соседям он рассказывает причину досрочного освобождения и представляет всем свою новую жену — Бет. К Линетт неожиданно наведывается её подруга детства и богачка Рене Перри. Мало того что Рене без конца подшучивает над Линетт, так она ещё и останавливается в доме Скаво. Уступая давлению Линетт, Том Скаво соглашается на новую высокооплачиваемую работу, образ его жизни кардинальным образом меняется, и они с Линетт отдаляются, ссорятся и решают развестись. Бри узнаёт, что ушедший от неё Орсон крутит роман со своим физиотерапевтом, после чего решает выместить своё зло на обоях, в результате чего ей приходится делать ремонт и поэтому она нанимает Кита — сексуального подрядчика, к которому у Бри появляются чувства. Чтобы оплатить возникшие задолженности, Сьюзан принимает предложение домоправительницы, владеющей интернет-сайтом для богатых и озабоченных, и в тайне от мужа перед веб-камерой устраивает генеральные уборки квартиры в откровенной одежде. Однако случайным образом о её работе узнает Пол Янг и начинает шантажировать. Сьюзан приходится прекратить работу, а также возместить сумму, равную всему, что ей удалось заработать, хозяйке бизнеса за то, что она снимает билборды с её изображением. Габриэль узнаёт от Бри, что Эндрю сбил мать Карлоса, а сам Карлос от работника роддома узнаёт, что Хуанита, которую они растили, перепутана подвыпившей медсестрой с их настоящей дочерью. Оба супруга скрывают эти сведения друг от друга, а Пол Янг уже готов воплотить в жизнь свой дьявольский план…

### Восьмой сезон
После того, как Карлос, защищая Габи, случайно убивает Алехандро, а Бри, Линетт и Сьюзан становятся свидетелями преступления, они решают избавиться от тела и закапывают его в лесу. Теперь они впятером должны хранить страшную тайну, что сильно сказывается на их отношениях. Сьюзан и Карлос тяжело переживают произошедшее, в результате чего сближаются. Майк не понимает, что происходит с его женой, и их отношения портятся. В это время к Бри начинают приходить письма с угрозами — кто-то в курсе их тайны. Габи уговаривает её расстаться с парнем-полицейским Чаком, но всё становится только хуже, когда Чак решает отомстить Бри и выяснить, что именно она скрывает. Карлос становится зависимым от алкоголя и попадает в лечебницу. Сьюзан решает направить свою энергию в творческое русло и попадает на курсы живописи у известного художника, с которым не может найти общий язык. Стараясь доказать, что она не поверхностная, Сьюзан рисует картину, обличающую тайну смерти Алехандро. Линетт старается свыкнуться с тем, что Том живёт с другой женщиной и собирается подписать бумаги на развод. Рене, напротив, собирается замуж за нового соседа Бена Фолкнера. После того, как Бри получает очередное письмо с угрозой, подруги отворачиваются от неё, она срывается и начинает пить, к тому же её посещают мысли о самоубийстве. Неудивительно, ведь содержание первого письма такое же, как у рокового письма Мэри-Элис, подтолкнувшего её на самоубийство. Но кто же автор писем?

### Специальные выпуски
Кроме основных серий, в течение первых четырёх сезонов было выпущено шесть специальных выпусков, список которых представлен ниже.
| Сезон | Название                                                                              | Показан после эпизода | Ведущий       | Дата выхода      |
| ----- | ------------------------------------------------------------------------------------- | --------------------- | ------------- | ---------------- |
| 1     | Sorting Out the Dirty Laundry / Разбирая грязное бельё                                | 1-19 (19)             | Трейси Фрэйм  | 24 апреля 2005   |
| 2     | All the Juicy Details / Во всех подробностях                                          | 2-10 (33)             | Бренда Стронг | 1 января 2006    |
| 2     | The More You Know, The Juicier It Gets / Чем больше знаешь, тем интересней становится | 2-19 (42)             | Бренда Стронг | 23 апреля 2006   |
| 2     | Time To Come Clean / Время для стирки                                                 | 2-24 (47)             | Марк Черри    | 3 сентября 2006  |
| 3     | The Juiciest Bites / Лакомый кусочек                                                  | 3-16 (63)             | Бренда Стронг | 1 апреля 2007    |
| 3     | Secrets and Lies / Секреты и Ложь                                                     | 3-23 (70)             | Бренда Стронг | 23 сентября 2007 |

## Продукция

### Компьютерная игра
В октябре 2006 года компания Buena Vista Games (ныне Disney Interactive Studios) выпустила компьютерную игру «Отчаянные домохозяйки: Игра» (англ. Desperate Housewives: The Game), которая включала сюжет 12 эпизодов сериала. Действие происходит на Вистерия Лейн, но игрок не управляет одной из главных домохозяек, хотя они часто появляются в сюжете. Бренда Стронг вновь озвучила Мэри-Элис, а автором сценария игры выступил один из сценаристов сериала Скотт Сэнфорд Тобис.

### Игры для мобильного
Несколько месяцев спустя Gameloft выпустила игру для мобильного телефона. «По геймплею игра напоминает „Mario Party“ для Nintendo 64».
Игра представляет собой смесь тестов из 100 вопросов на знание сюжета сериала, настольной игры (принцип развития сюжета, использование специальных карточек и пр.) и набора из 8 мини-игр. Условно игра разделена на 24 уровня с миссиями. По сюжету, когда Джули и Сьюзан возвращаются домой из продолжительного отпуска, они с удивлением обнаруживают, что их дом продан новой жительнице Вистерии Лейн по имени Элиза. За этим стоит Иди. Когда же вопрос удаётся уладить, главные героини понимают, что Элиза что-то скрывает. В игре выпадает возможность сыграть за одного из персонажей сериала — Сьюзан, Линетт, Габриэль, Бри или новую героиню по имени Элиза. Кроме того, в игре появляются Джули, Майк, Мэри-Элис, Джон, Карлос, Журналист и Частный детектив. Также персонажи оказываются в знакомой по сериалу обстановке: на улице Вистерии Лейн, в домах Сьюзан, Линетт, Бри, Габи и загородном клубе.
А в июне 2017 года вышла другая мобильная игра компании
MegaZebra Отчаянные домохозяйки: Игра (2017) жанра RPG, доступная на iOS и Android. Сюжет игры берёт начало до событий сериала, где игроку предстоит стать новым соседом в Вистерии Лейн и раскрыть для себя особые тайны.

### Куклы
В 2006 году было сделано официальное заявление, что будет издана серия кукол, изображающих персонажей сериала: Бри, Габриэль, Иди, Сьюзан и Линетт. Высота куклы 16 дюймов (около 41 сантиметра). Изготовитель — Мадам Александр (англ. Madame Alexander). В 2007 году коллекция поступила в продажу в ограниченном количестве 300 экземпляров. Кроме того, был выпущен парфюм под названием «Запретный плод» (англ. Forbidden Fruit).

### Саундтрек
В сентябре 2005 года лейбл «Hollywood Records» выпустил официальный альбом (дистрибьютор — Universal Music), под названием Music From & Inspired By Desperate Housewives, на котором собраны композиции, звучавшие в сериале, а также написанные по мотивам шоу. Также на диске собраны некоторые диалоги из первого сезона сериала. Данный сборник охарактеризовали как продвижение «женской силы» (англ. girl power), так как свои композиции для альбома представили девушки и женщины-музыканты: Лиэнн Раймс, Глория Эстефан, Шанайя Твейн и др. Последний трек, главную тему сериала, которую написал композитор Дэнни Эльфман включает в себя скрытый трек — песню под названием «Wisteria Lane Song», текст для которой написал создатель сериала Марк Черри.

### DVD

#### Оригинальное издание
| Диск | Дополнения |  |
| --- | --- |  |
| - Desperate Housewives. The Complete First Season - Количество эпизодов: 23 эпизода на 6 дисках - Продолжительность: 951 мин. - Выпуск: 20 сентября 2005 года  | - Audio Commentary by series creator, Marc Cherry, on selected episodes - Audio Commentary on the Housewives' favorite scenes with Teri Hatcher, Felicity Huffman, Marcia Cross, Eva Longoria & Nicollette Sheridan - Desperate Housewives: Around the World - Multi-Language Scene: Bree’s dinner party scene in «Pretty Little Picture» - «Oprah Winfrey Is the New Neighbor» clip from The Oprah Winfrey Show. - Dressing Wisteria Lane: Costumes and Set Designs - Gabrielle’s Fashion Show - Secrets of Wisteria Lane with Marc Cherry, Meredith Vieira and the writers of Desperate Housewives - A Stroll Down Wisteria Lane with Marc Cherry and Meredith Vieira - Behind the scenes of Desperate Housewives hosted by Meredith Vieira - Outtakes and Bloopers from the Set - Deleted scenes - Extended versions of selected episodes |  |
| - Desperate Housewives. The Complete Second Season - Количество эпизодов: 24 эпизода на 7 дисках - Продолжительность: 989 мин. - Выпуск: 30 августа 2006 года  | - «Marc & Mom»: Interview with the series' creator and his mother, the muse - «Directing Desperate Housewives»: An episode from concept to completion - «Desperate Role Models»: Iconic TV housewives share their wit and wisdom with the women of Wisteria Lane - «Cherry-Picked»: Creator Marc Cherry’s favorite scenes - «Unaired Story Lines»: Exclusive, unseen Susan Mayer and Lynette Scavo story lines - Deleted Scenes - «Fashion & Couture»: Costume designer Cate Adair shows how the housewives' looks are created and how you can get the look too - «Juicy Bites»: Housewives of Wisteria Lane reveal their juiciest moments - «The Whole Story» Promo - «Desperate Housewives Poker»: Mini-activity from Desperate Housewives — The Game                                                                                      |  |
| - Desperate Housewives. The Complete Third Season - Количество эпизодов: 23 эпизода на 6 дисках - Продолжительность: 993 мин. - Выпуск: 4 сентября 2007 года   | - «Here Comes the Bride». A behind-the-scenes look at the season three finale - «Amas de Casa Desesperadas». Meet the lovely Latinas of Wisteria Lane - «Cherry Picked». Creator Marc Cherry’s favorite scenes - Unaired Storylines - Deleted Scenes - Bloopers/Outtakes |  |
| - Desperate Housewives. The Complete Fourth Season - Количество эпизодов: 17 эпизодов на 5 дисках - Продолжительность: 679 мин. - Выпуск: 2 сентября 2008 года | - «Getting Desperate From Beginning To End». - «The Men of Wisteria Lane». Meet the Men of Wisteria Lane - Couples Commentary - Deleted Scenes - Bloopers |  |
| - Desperate Housewives. The Complete Fifth Season - Количество эпизодов: 24 эпизодов на 6 дисках - Продолжительность: ??? мин. - Выпуск: 1 сентября 2009 года  | - Bloopers. - Audio Commentaries. - «A Table Read Piece». - Deleted Scenes. - Bloopers. - «Cherry Picked». Marc Cherry’s Favorite scenes. - Featurette: Teri & Cherry - Featurette: Desperate Housewives: Evolution of a Modern Classic |  |

#### Российское издание
| Диск | Дополнения |
| --- | --- |
| - Отчаянные домохозяйки. Весь первый сезон - Количество эпизодов: 23 эпизода на 5 дисках - Продолжительность: 951 мин. - Выпуск: 8 февраля 2011 года     | Дополнений нет |
| - Отчаянные домохозяйки. Весь второй сезон - Количество эпизодов: 24 эпизода на 6 дисках - Продолжительность: 989 мин. - Выпуск: 8 февраля 2011 года     | Дополнений нет |
| - Отчаянные домохозяйки. Весь третий сезон - Количество эпизодов: 23 эпизода на 6 дисках - Продолжительность: 963 мин. - Выпуск: 12 апреля 2011 года     | - На площадке с Евой - Удалённые сцены - А вот и невеста - Испанская версия «Отчаянных домохозяек» - Моменты отчаяния - Смешные дубли |
| - Отчаянные домохозяйки. Весь четвёртый сезон - Количество эпизодов: 17 эпизодов на 5 дисках - Продолжительность: 727 мин. - Выпуск: 12 апреля 2011 года | - Аудиокомментарий - Довести до отчаяния - Свободное время - Любимые сцены Марка Черри - Альтернативный финал - Смешные дубли         |
| - Отчаянные домохозяйки. Весь пятый сезон - Количество эпизодов: 24 эпизода на 6 дисках - Продолжительность: 947 мин. - Выпуск: 26 апреля 2011 года      | Дополнений нет |
| - Отчаянные домохозяйки. Весь шестой сезон - Количество эпизодов: 23 эпизода на 6 дисках - Продолжительность: 979 мин. - Выпуск: 26 апреля 2011 года     | - Мисс Пигги приходит в отчаяние - Мастер-класс «Отчаянных домохозяек» - Любимые сцены Марка Черри - Удалённые сцены - Смешные дубли  |

### Веб-эпизоды
Во время работы над шестым сезоном Марк Черри написал сценарий для 8 мини-эпизодов под названием «Ещё одна отчаянная домохозяйка» (англ. Another Desperate Housewife). Решение написать эту историю обуславливалось тем, что продукция по сериалу в прошлом сезоне не пользовалась большой популярностью. Эпизоды стали рекламой телефонной компании «Sprint», телефонами которой обладает каждый из главных героев истории.
Супружеская пара Стэфани (в исполнении Ребекки Стааб) и Лэнс (Дэвид Чизам) только что переехали в дом Иди Бритт после её смерти. Третий персонаж, подруга Стэфани, Эльза. Зрители узнают, что у Эльзы и Лэнса роман. Когда Стэфани узнаёт об измене, Эльза предлагает убить её, но в этот момент Лэнс получает текстовое сообщение от другой женщины. В ярости, Эльза убивает Лэнса, а зрители видят, что письмо отправила Стэфани от чужого имени. В финальном эпизоде, во время ареста Эльзы, Стэфани флиртует с полицейским. Каждый эпизод заканчивается заключительной фразой в духе заключений Мэри-Элис в прологе и финале эпизодов сериала. Они и стали слоганами промокампании: «This is suspicion / betrayal».

### Прочее
В 2005 году была выпущена настольная карточная игра под названием Отчаянные домохозяйки: Сортировка грязного белья (англ. Desperate Housewives: Dirty Laundry Game). Её суть заключается в том, чтобы при помощи подсказок догадаться, в чём состоит секрет соперника, отвечая на вопросы, при этом игрок должен попытаться сохранить свои тайны. Игра основана на третьем сезоне сериала.

## Реакция

### Награды и номинации

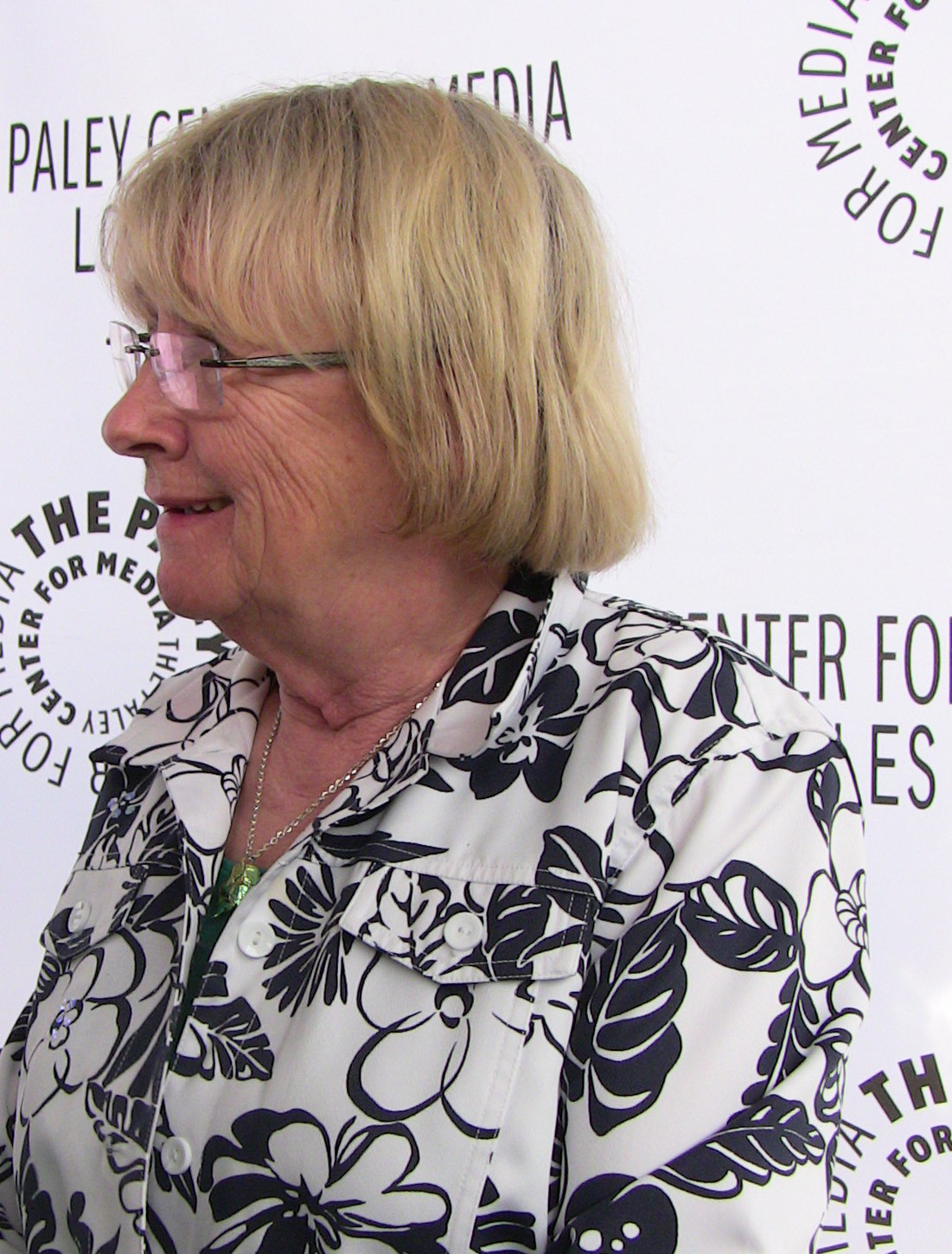
Кэтрин Джустен единственная актриса, которая дважды выигрывала «Эмми» за работу в сериале

За свою восьмилетнюю историю сериал «Отчаянные домохозяйки» выиграл несколько десятков различных наград и получил более ста различных номинаций.
Особого успеха достиг первый сезон, который был выдвинут на высшую телевизионную премию «Эмми» в пятнадцати номинациях, выиграв в четырёх категориях: «Лучшая женская роль в комедийном телесериале» (Фелисити Хаффман), «Лучшая приглашённая актриса в комедийном телесериале» (Кэтрин Джустен), «Лучшая режиссура» (Чарльз Макдугалл), «Лучший кастинг в комедийном телесериале», «Лучшая музыка во вступительной заставке» и «Лучшая операторская работа в комедийном сериале». Хэтчер и Кросс также были номинированы на премию в категории «Лучшая женская роль в комедийном телесериале», а Лонгория — нет. Кроме того, Люпе Онтиверос (Хуанита) получила номинацию в категории «Лучшая приглашённая актриса в комедийном телесериале», а сам сериал был выдвинут в категорию «Лучший комедийный сериал», лучший сценарий и в ещё нескольких технических категориях. Также первый сезон был выдвинут в пяти категориях на премию «Золотой глобус»: «Лучший телевизионный сериал — комедия или мюзикл» (победа), «Лучшая женская роль в телевизионном сериале — комедия или мюзикл» (номинировались все три ведущие актрисы, кроме Евы Лонгории, а приз достался Тери Хэтчер), и «Лучшая женская роль второго плана — мини-сериал, телесериал или телефильм» (Николетт Шеридан). Кроме того, первый сезон выиграл две Премии Гильдии киноактёров США в категориях «Лучший актёрский состав в комедийном сериале» и «Лучшая женская роль в комедийном сериале» (Тери Хэтчер). Также сериал был награждён премией Ассоциации телевизионных критиков в категории «Программа года», двумя премиями «Спутник», «Выбор народа» и призом Гильдии режиссёров.
Второй сезон выиграл ещё один «Золотой глобус» за «Лучший телевизионный сериал — комедия или мюзикл», а все четыре ведущие актрисы были номинированы в категории «Лучшая женская роль в телевизионном сериале — комедия или мюзикл». Фелисити Хаффман была удостоена Премии Гильдии киноактёров США за лучшую женскую роль в комедийном сериале, а актёрский ансамбль вновь был отмечен на вручении наград. Второй сезон однако не выиграл ни одной премии «Эмми», хотя и был выдвинут в семи категориях. Освещение в СМИ получило неожиданное по мнению экспертов игнорирование телеакадемиками четырёх ведущих актрис, включая прошлогоднего лауреата премии — Фелисити Хаффман в номинациях на премию.
За актёрские работы во втором сезоне были номинированы Элфри Вудард в категории «Лучшая женскую роль второго плана в комедийном телесериале» и Ширли Найт в категории «Лучшая приглашённая актриса в комедийном телесериале». Фелисити Хаффман однако получила номинацию на «Эмми» за третий сезон, но остальные актрисы больше не номинировались. В общей сложности третий сезон был выдвинут на соискание премии в шести номинациях, включая две в категории «Лучшая приглашённая актриса в комедийном телесериале» (Дикси Картер и Лори Меткалф). Также третий сезон был номинирован в трёх категориях на «Золотой глобус», хотя и не выиграл ни одной премии. За четвёртый сезон Кэтрин Джустен положила в копилку сериала ещё одну «Эмми», седьмую по счёту, став единственной актрисой, дважды выигравшей «Эмми» за работу в сериале. Приглашённые актёры Полли Берген и Бо Бриджес были тоже номинирована на премию: Полли — в 2008 году, а Бо — в 2009 году. Кэтрин Джустен получила ещё одну номинацию на «Эмми» в 2010 году, за эпизод, в основе которого была реальная история борьбы актрисы с раком, однако проиграла Бетти Уайт.

### Телевизионные рейтинги
| Сезон | День недели       | Премьера сезона  | Финал сезона | Телесезон | Позиция в рейтинге | Зрители (в миллионах) | Средняя доля в категории 18-49 |
| ----- | ----------------- | ---------------- | ------------ | --------- | ------------------ | --------------------- | ------------------------------ |
| 1     | Воскресенье 21:00 | 3 октября 2004   | 22 мая 2005  | 2004—2005 | #4                 | 23,69                 | 10.66                          |
| 2     | Воскресенье 21:00 | 25 сентября 2005 | 21 мая 2006  | 2005—2006 | #4                 | 21,70                 | 10.09                          |
| 3     | Воскресенье 21:00 | 24 сентября 2006 | 20 мая 2007  | 2006—2007 | #12                | 17,50                 | 7.57                           |
| 4     | Воскресенье 21:00 | 30 сентября 2007 | 18 мая 2008  | 2007—2008 | #8                 | 17,91                 | 6.71                           |
| 5     | Воскресенье 21:00 | 28 сентября 2008 | 17 мая 2009  | 2008—2009 | #9                 | 15,66                 | 5.29                           |
| 6     | Воскресенье 21:00 | 27 сентября 2009 | 16 мая 2010  | 2009—2010 | #14                | 14,13                 | 4.25                           |
| 7     | Воскресенье 21:00 | 26 сентября 2010 | 15 мая 2011  | 2010—2011 | #26                | 11.85                 | 3.9                            |
| 8     | Воскресенье 21:00 | 25 сентября 2011 | 13 мая 2012  | 2011—2012 | #37                | 10.60                 | 2.74                           |